# Wet op verbod van gemengde huwelijken
De Wet op verbod van gemengde huwelijken (Afrikaans: Wet op Verbod van Gemengde Huwelike) was een Zuid-Afrikaanse wet uit 1949 die deel uitmaakte van een geheel van wetten die ingesteld werden in de tijd van de apartheid. De wet was een van de eerste apartheidswetten nadat de Nasionale Party in 1948 aan de macht kwam. Met het instellen van de wet werd het verboden dat twee personen van verschillende rassen met elkaar trouwden. Door de rassenregistratie, die verplicht was door de Wet op bevolkingsregistratie uit 1950 en alle mensen in drie groepen indeelde, kon de Zuid-Afrikaanse overheid controle uitvoeren op de Wet op verbod van gemengde huwelijken.
In de drie jaren voor de inwerkingtreding van de wet, was het aandeel gemengde huwelijken al laag met 0,23% van alle huwelijken. In 1968 werd de wet herzien, waarbij Zuid-Afrikanen die in het buitenland woonden, zich niet aan deze wet hoefden te houden. In 1985 werd de wet buiten werking gesteld, onder het presidentschap van Pieter Willem Botha.